# Julija Oliszewśka
Julija Oliszewśka, ukr. Юлія Олішевська (ur. 2 lutego 1989 w Berdyczowie) – ukraińska lekkoatletka specjalizująca się w długich biegach sprinterskich.
Ukarana czteroletnią dyskwalifikacją za złamanie przepisów antydopingowych, biegnącą od 19 lipca 2016 do 30 grudnia 2020.

## Sukcesy sportowe
- mistrzyni Ukrainy w biegu na 400 metrów – 2011[3]
- wicemistrzyni Ukrainy w biegu na 400 metrów – 2009[4]
- brązowa medalistka mistrzostw Ukrainy w biegu na 400 metrów – 2012[5]
- brązowa medalistka halowych mistrzostw Ukrainy w biegu na 400 metrów – 2012[6]

| Rok  | Miasto   | Zawody                         | Konkurencja        | Wynik         |
| ---- | -------- | ------------------------------ | ------------------ | ------------- |
| 2010 | Warszawa | Memoriał Janusza Kusocińskiego | bieg na 400 m      | 3. miejsce    |
| 2011 | Ostrawa  | Młodzieżowe mistrzostwa Europy | sztafeta 4 x 400 m | srebrny medal |
| 2012 | Helsinki | Mistrzostwa Europy             | sztafeta 4 x 400 m | złoty medal   |
| 2015 | Praga    | Halowe mistrzostwa Europy      | sztafeta 4 x 400 m | 5. miejsce    |

## Rekordy życiowe
- bieg na 200 metrów – 24,28 – Winnica 16/08/2011
- bieg na 400 metrów – 51,68 – Jałta 13/06/2012
- bieg na 400 metrów (hala) – 53,24 – Sumy 17/02/2012